# Peggy White
Pour les articles homonymes, voir White.
Peggy Howe White, née le 8 novembre 1924 à Natick et morte en 1997 à Lutherville, est une joueuse de squash représentant les États-Unis. Elle est championne des États-Unis à 2 reprises en 1952 et 1953.

## Biographie
Peggy White est la fille du général William F. Howe et de Margaret Howe qui fut triple championne des États-Unis de squash entre 1929 et 1934. Sa sœur jumelle Betty Constable, née 20 minutes plus tôt, est également joueuse de squash et championne des États-Unis de squash à cinq reprises. La Howe Cup, un prix prestigieux en squash féminin américain, porte le nom de la famille.
Elle se marie dans les années 1950 avec un médecin et ensemble, ils ont deux fils et une fille. Ils passent leur vie de couple à Rochester jusqu'à leur retraite à Nantucket. Elle est morte à Lutherville en 1998 et enterrée à Nantucket. 

## Palmarès

### Titres
- Championnats des États-Unis : 2 titres (1952, 1953)